# Fiordichthys slartibartfasti
Fiordichthys slartibartfasti är en fiskart som beskrevs av Paulin, 1995. Fiordichthys slartibartfasti ingår i släktet Fiordichthys och familjen Bythitidae. Inga underarter finns listade i Catalogue of Life.